# Méliphage à sourcils roux
Melidectes ochromelas
Espèce
Statut de conservation UICN

 LC  : Préoccupation mineure
Le Méliphage à sourcils roux (Melidectes ochromelas) est une espèce de passereaux de la famille des Meliphagidae.

## Répartition
Son aire, dissoute, s'étend à travers la chaîne Centrale (Nouvelle-Guinée).

## Classification
Le nom valide complet (avec auteur) de ce taxon est Melidectes ochromelas (A.B.Meyer, 1874).
L'espèce a été initialement classée dans le genre Melirrhophetes sous le protonyme Melirrhophetes ochromelas A.B.Meyer, 1874.
Ce taxon porte en français le nom vernaculaire ou normalisé suivant : Méliphage à sourcils roux.
Melidectes ochromelas a pour synonymes :
- Melidectes ochromelas batesi (Sharpe, 1886)
- Melidectes ochromelas lucifer Mayr, 1931
- Melidectes ochromelas ochromelas
- Melirrhophetes ochromelas A.B.Meyer, 1874